# Born Against
Born Against fue una banda estadounidense de hardcore punk, oriundos de Nueva York y activos entre 1989 y 1993. Se destacaron por ser una banda ligada al hazlo tu mismo, con ideas de extrema izquierda y cuestionamientos a la subcultura punk de su época. A pesar de recibir una moderada atención de los medios mientras todavía estaban juntos, con los años han sido descritos como "legendarios" por Chicago Reader y LA Weekly.
Su primera formación estuvo integrada por el vocalista Sam McPheeters, el guitarrista Adam Nathanson, el bajista Burke y el baterista John Guzman, el cual fue reemplazado por George, seguido de Nigel Schreiber en julio de 1989. Con constantes cambios de bajistas y bateristas, el cuarteto publicó dos álbumes: Nine Patriotic Hymns for Children (1991) y Battle Hymns of the Race War (1993), por el extinto sello Verniform, sumado a numerosos splits y EP. 
Born Against dio su último show en julio del 1993. De forma póstuma aparecieron los compilatorios Patriotic Battle Hymns y The Rebel Sound of Shit and Failure, por Verniform, y relanzados por Kill Rock Stars en 2003.

## Legado
Los grupos que han citado a Born Against como una influencia incluyen Converge, Refused, y Subir En Busca Del Aire.

## Miembros
- Sam McPheeters – voces (1989–1993)
- Adam Nathanson – guitarras, coros (1989–1993)
- Neil Burke – bajo, coros (1989)
- Javier Villegas – bajo, coros (1990–1991)
- Bret Blue – bajo, coros (1991–1992)
- Tonie Joy – bajo, coros (1993)
- John Guzman – batería (1989)
- George – batería (1989)
- Nigel Schreiber – batería (1989)
- Daryl Kahan – batería (1990)
- Jon Hiltz – batería (1990–1992)
- Melissa York – batería (1992)
- Brooks Headley – batería (1993)

## Discografía
Álbumes de estudio
- Nine Patriotic Hymns for Children LP (1991, Vermiform; relanzado por Prank/Kill Rock Stars)
- Battle Hymns of the Race War 10" (1993, Vermiform; relanzado por Prank/Kill Rock Stars)

EPs y splits
- My Country Tis Of Thee, Enemy Of All Tribes demo tape (1989)
- Eulogy / Riding With Mary 7" (1990, Vermiform/Combined Effort)
- Born Against 7" (1990, Vermiform)
- Born Against / Suckerpunch 8" flexi-disc split con Suckerpunch (1992, Ebullition)
- Born Against / Screeching Weasel split 7"/CD con Screeching Weasel (1993, Lookout!)
- Born Against / Universal Order of Armageddon split 7" con Universal Order of Armageddon (1993, Gravity)
- Born Against / Man Is the Bastard split 8" con Man Is the Bastard (1994)

Álbumes compilatorios
- Patriotic Battle Hymns CD/LP (1994, Vermiform; relanzado por Kill Rock Stars)
- The Rebel Sound of Shit and Failure CD/LP (1995, Vermiform; relanzado por Kill Rock Stars)

Bootlegs
- Hello Shit, We Are Born Against 12" (2010, Liberation)
- Born Against en vivo 7" (1994)
- Born Against / Sockeye split tape (???, Lost And Found)
- Born Against / Yuppicide en vivo 7" (???)

Apariciones en compilatorios
- Murders Among Us (1990, Combined Effort/Vermiform)
- Forever (Irate)
- Bllleeeeaaauuurrrrgghhh! (Slap-a-Ham)
- Our Voice, Pro Choice (Hands On)
- Give Me Back (1991, Ebullition)
- The Dignity of Human Being Is Vulnerable (1993, Anti War Action/De Konkurrent)
- God's Chosen People (Old Glory)